# Filip al II-lea, Duce de Savoia
Filip al II-lea sau Filip de Bresse, supranumit cel Fără Țară,(n. 5 februarie 1438, Chambéry, Ducatul de Savoia – d. 7 noiembrie 1497, Chambéry, Ducatul de Savoia) a fost Duce de Savoia în perioada 1496 – 1497.

## Biografie
El a fost unchiul ducelui anterior Carol al II-lea și cel mai tânăr fiu supraviețuitor al ducelui Ludovic de Savoia și al soției sale, Anna de Cipru. Cu toate acestea, el nu a fost moștenitor general al ducelui anterior, existând în linia de succesiune mai multe persone de sex feminin înaintea lui.
Pentru a asigura moștenirea pe linie masculină a Casei de Savoia, fiul său cel mare Filibert s-a căsătorit cu verișoara sa, singura soră a tânărul duce care a decedat. Totuși, planul nu a reușit: fata a murit la vârsta de doisprezece ani.

## Familie

### Prima căsătorie
S-a căsătorit cu Margaret de Bourbon (5 februarie 1438–1483) cu care a avut trei copii:
1. Louise (1476–1531), căsătorită cu Charles d'Orléans, Conte de Angoulême, cu care a avut copii printre care:
  - Francisc I al Franței a cărui fiică Margaret de Valois s-a căsătorit cu Emanuele Filiberto de Savoia;
  - Margareta de Navara (1492–1549); regină consoartă prin căsătoria cu regele Henric al II-lea al Navarei;
2. Girolamo (1478),
3. Filibert al II-lea (1480–1504).

### A doua căsătorie
S-a căsătorit cu Claudine de Brosse de  Bretania (1450–1513), fiica lui Jean al II-lea de Brosse și Nicole de Châtillon, și au avut șase copii:
1. Carol al III-lea (1486–1553) l-a succedat pe fratele său vitreg ca Duce de Savoia;
2. Ludovic (1488–1502);
3. Filip (1490–1533), duce de Nemours;
4. Assolone (1494);
5. Giovanni Amedeo (1495);
6. Filiberta (1498–1524), căsătorită cu Giuliano de Medici (1479–1516), duce de Nemours.

### Copii nelegitimi
El a avut de asemenea copii nelegitimi cu două metrese:
-cu Libera Portoneri:
1. René de Savoia (1468-31 martie 1525), a fost Guvernator de Nice și Provence, cunoscut drept „Marele Bastard de Savoia” și socrul lui Anne, Duce de Montmorency;
2. Antonia de Savoia, căsătorită cu Jean al II-lea, Lord de Monaco;
3. Petru de Savoia, episcop de Geneva;

-cu Bona di Romagnano:
1. Claudina (Claudia) de Savoia (d. 2 mai 1528), căsătorită cu Jacob al III-lea, conte de Horn;
2. Filipina (Philippa) de Savoia, căsătorită cu Lorenzo de' Medici;
3. Margareta (Margherita) de Savoia;
4. Giovanna (Johanna) de Savoia;
5. Michele (Michael) de Savoia, preot.